# Vaso di altee
Vaso di altee è un dipinto a olio su tela (91 x 50,5 cm) realizzato nel 1886 dal pittore Vincent van Gogh. È conservato nel Kunsthaus di Zurigo.
Da quando nel 1886 Vincent si trasferì a Parigi presso il fratello Theo, iniziò a dipingere un gran numero di composizioni floreali.